# Lewis Boogie
Singles de Jerry Lee Lewis
Fools Like Me
(1958) Break Up
(1958)
Lewis Boogie est une chanson écrite par Jerry Lee Lewis, enregistrée en 1957 et sortie en single en 1958 chez Sun Records (Sun 301),. Sur la face B, est présente la chanson The Return of Jerry Lee. L'enregistrement ressort en 1979, dans la collection Sun Golden Treasure Series. Le single est également édité au Royaume-Uni et au Canada.

## Contexte
Lewis Boogie est enregistré durant l'été 1957 aux studios, Sun Records, 706 Union à Memphis (Tennessee). Jerry Lee Lewis est au chant et au piano, Roland Janes à la guitare et Jimmy van Eaton à la batterie. En face B, se trouve le titre The Return of Jerry Lee. La première édition du disque indique The Return of Jerry Lee sur les deux faces et est créditée à Louis au lieu de Lewis. Le montage et l'enregistrement de The Return of Jerry Lee sont réalisés par Jack Clement et George Klein, le 30 mai 1958 et répertoriés comme matrice n° U-314. Le single sort en juin 1958 sous le label Sun 301 avec la matrice no 315 sous le titre Jerry Lee Lewis And His Pompage Piano.
L'enregistrement de 1957, du titre Lewis Boogie de Jerry Lee Lewis sort également au Royaume-Uni, au format 45 tours, en 1964 chez London Records (London HLS 9867) avec, en face B, le titre Bonnie B. La chanson est également publiée au Canada, en 1958, chez Quality Records. 
Jerry Lee Lewis enregistre une version live de la chanson, avec le groupe britannique The Nashville Teens, sur l'album Live at the Star Club, Hamburg, considéré par la critique comme l'un des plus grands albums live de l'histoire du Rock 'n' roll.
La chanson figure sur l'album de 1984 18 Original Sun Greatest Hits (Rhino Records) avec les enregistrements les plus réussis de Jerry Lee Lewis au label Sun. 

## Source de la traduction
- (en) Cet article est partiellement ou en totalité issu de l’article de Wikipédia en anglais intitulé « Lewis Boogie » (voir la liste des auteurs).